# Třída R (1930)
Třída R (jinak též třída Rainbow) byla třída diesel-elektrických oceánských ponorek postavených pro britské královské námořnictvo. Vyvinuty byly pro službu na Dálném východě. Celkem byly postaveny čtyři ponorky této třídy. Ve službě byly v letech 1930–1946. Za druhé světové války byly tři potopeny.

## Stavba
Celkem byly postaveny čtyři jednotky této třídy. Jejich kýly byly založena roku 1929. Dokončeny byly mezi lety 1930–1932. Stavba dvou dalších ponorek (Royalist a Rupert) byla zrušena.
Jednotky třídy R:
| Jméno         | Loděnice                  | Založení kýlu | Spuštění na vodu | Přijetí do služby | Status                                                                        |
| ------------- | ------------------------- | ------------- | ---------------- | ----------------- | ----------------------------------------------------------------------------- |
| Rainbow (N16) | Chatham Dockyard          | 1929          | 14. května 1930  | leden 1932        | Dne 15. října 1940 byla ve Středomoří potopena italskou ponorkou Enrico Toti. |
| Regent (N41)  | Vickers-Armstrong, Barrow | 1929          | 11. června 1930  | listopad 1930     | Dne 18. dubna 1943 potopena ve Středomoří, pravděpodobně na mině.             |
| Regulus (N88) | Vickers-Armstrong, Barrow | 1929          | 11. června 1930  | prosinec 1930     | Dne 6. prosince 1940 potopena ve Středomoří, pravděpodobně na mině.           |
| Rover (N62)   | Vickers-Armstrong, Barrow | 1929          | 11. června 1930  | leden 1931        | Prodána do šrotu 1946.                                                        |

## Konstrukce

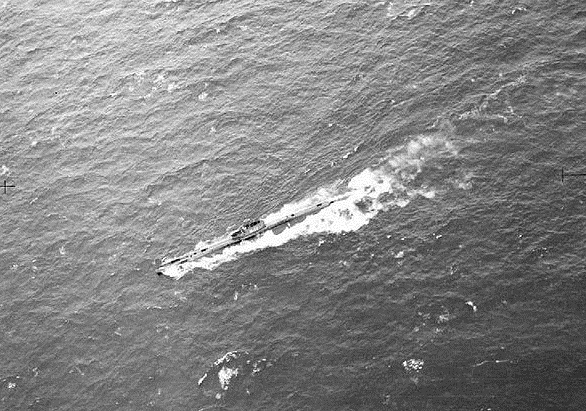
Regent (N41)

Konstrukčně byly velmi podobné třídám O a P. Jejich silnou výzbroj tvořil jeden 120mm/45 kanón QF Mk.IX a osm 533mm torpédometů (šest příďových a dva záďové). Neseno bylo celkem 14 torpéd. Pohonný systém tvořily dva diesely Admiralty o výkonu 4640 hp a dva elektromotory o výkonu 1670 hp, pohánějící dva lodní šrouby. Nejvyšší rychlost dosahovala 17,5 uzlu na hladině a 8,8 uzlu pod hladinou. Dosah byl 7050 námořních mil při rychlosti 9,2 uzlu na hladině a 62 námořních mil při rychlosti 4 uzly pod hladinou. Operační hloubka ponoru dosahovala 95 metrů.

## Modifikace
Roku 1931 byl na Regent, Regulus a Rover instalován nový 102mm/40 kanón QF Mk.XII. Ponorka Rainbow jej nesla od dokončení. Výzbroj ponorky Rover byla za války posílena o jeden 20mm kanón. Instalován byl radar a sonar. Zároveň mohla ponorka naložit až 18 min Mk.2, které byly vypouštěny z torpédometů.

## Operační služba
Třída byla nasazena ve druhé světové válce. Tři ponorky byly ztraceny a přeživší Rover byla vyřazena roku 1946.